# Friedrich Christian Kaas (1725–1803)

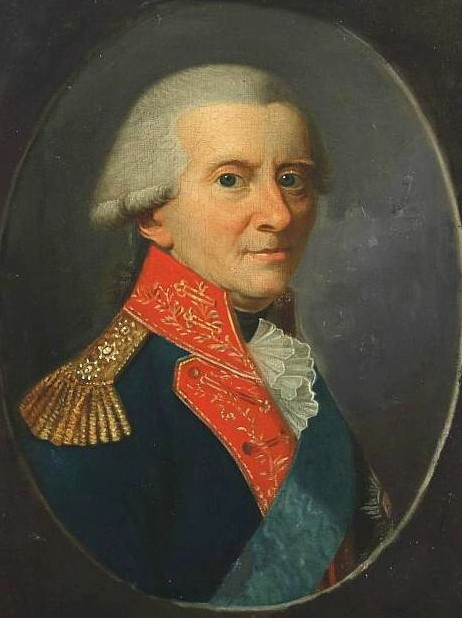
Friedrich Christian Kaas (1725–1803)

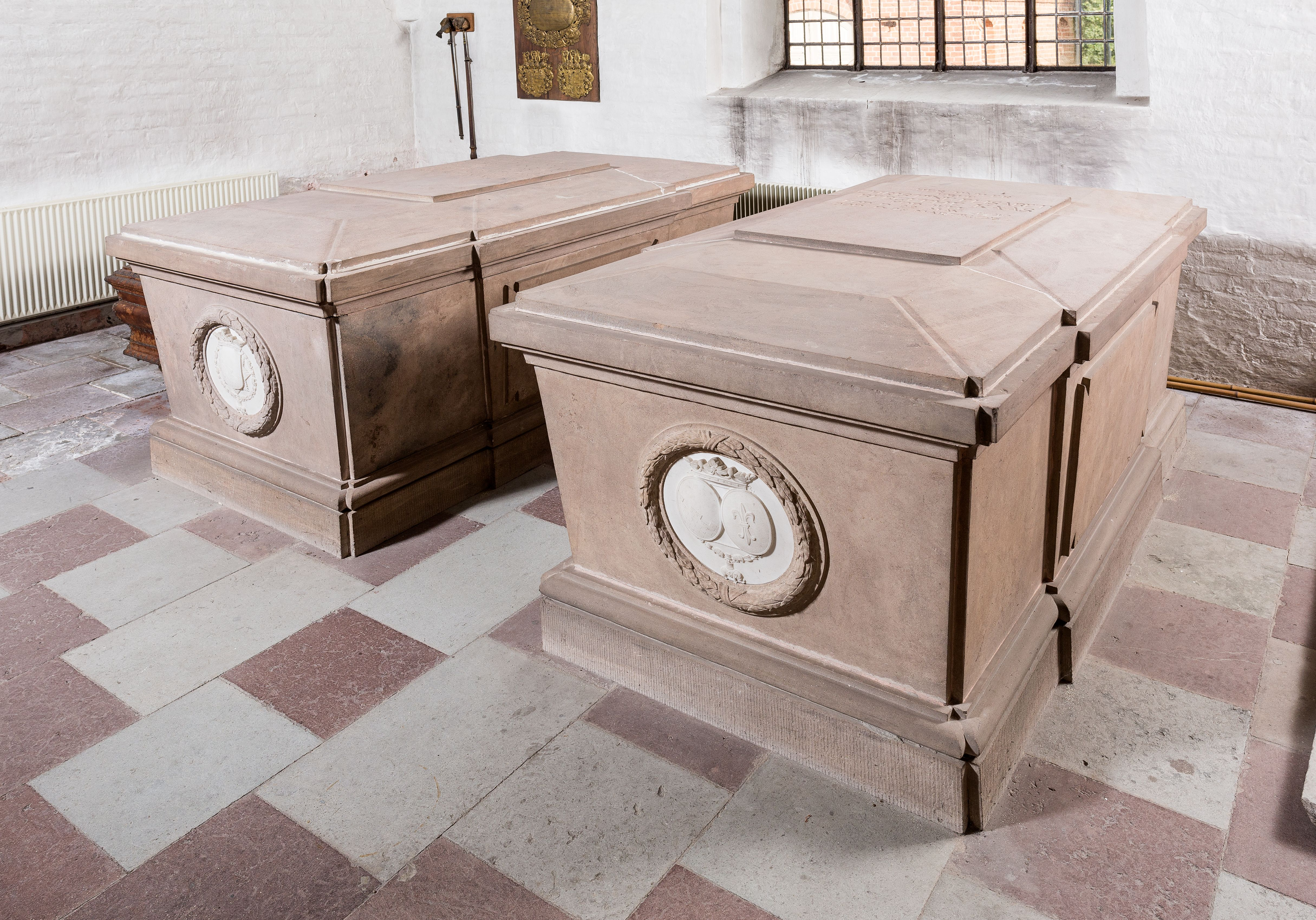
Grabmal

Friedrich Christian Kaas dänisch Frederik Christian Kaas (* 1. Dezember 1725 in Kopenhagen; † 18. Januar 1803 ebenda) war ein dänischer Kammerherr und Admiral.

## Leben
Er stammte aus dem dänischen Uradelsgeschlecht der Kaas-Mur und war der Sohn des Kommandeurs Hans Kaas (1683–1737) und der Agathe Rodsteen (1697–1733). Friedrich Christian Kaas trat 1739 in die königliche Marine als Seekadett ein. 1754 diente er als dänischer Gesandter in Marokko. 1758 wurde er kommandierender Kapitän, 1760 Kammerherr, 1772 Vizeadmiral und 1775 Admiral. Von 1783 bis 1797 war er Eigentümer des Landgutes Fraugdegård auf der Insel Fyn. Friedrich Christian Kaas war in erster Ehe seit 1757 mit Susanne Jacoba Fabritius und in zweiter Ehe seit 1764 mit Christine Elisabeth Birgitte Juul verheiratet. Sein Grabmal befindet sich in der Fraugde Kirke in Fraugde Sogn. Sein Namensvetter Friedrich Christian Kaas (1727–1804) diente ebenfalls als dänischer Kammerherr und Admiral.

## Auszeichnungen
- 1768 Ritter des Dannebrogordens
- 1790 Ritter des Elefanten-Ordens